# 댄 퓨터먼
댄 퍼터먼(Dan Futterman, 영어 발음: /ˈfʌtərmən/, 1967년 6월 8일 ~ )은 미국의 각본가, 작가, 배우, 제작자이다.
실버스프링에서 태어났다.

## 작품 목록

### 영화 각본
- 카포티 (2005)
- 폭스캐처 (2014)

### 영화 출연
- 피셔 킹 (1991)
- 소녀는 울지 않는다 (1992) - 조시 역
- 패스 어웨이 (1992, Passed Away)
- 웨스트 포인트 61 (1993, Class of '61)
- 버드케이지 (1996) - 밸 골드먼 역
- Far Harbor (1996) - 브래드 역
- 슈팅 피쉬 (1997, Shooting Fish) - 딜런 역
- 햄버거 힐 2 (1998) - 더그 데스핀 역
- Urbania (2000)
- 이너프 (2002) - 조 역
- 마이티 하트 (2007) - 대니얼 펄 역

### 텔레비전 각본
- 인 트리트먼트 (2010) - 총괄 제작 겸임

### 텔레비전 출연
- 저징 에이미 (1999-2005)